# Lachsroter Regenbogenfisch
Der Lachsrote Regenbogenfisch (Glossolepis incisus) gehört zu den größten Arten der Regenbogenfische. Wie alle Regenbogenfische ist er ein Gruppenfisch. Er kommt endemisch im Sentani-See in Westneuguinea vor und wurde 1907 von Weber wissenschaftlich beschrieben.

## Merkmale
Die Fische der Art zeigen einen ausgeprägten Geschlechtsdimorphismus. Ausgewachsene Männchen sind am gesamten Körper und den Flossen karminrot gefärbt mit einigen silbrig glänzenden Schuppen. Das ranghöchste Männchen ist häufig am intensivsten gefärbt. Weibchen haben einen gelblich-olivfarbenen Körper mit golden irisierenden Schuppen und durchsichtigen Flossen. Jungtiere weisen nur eine schwach olivgrüne Färbung mit ein wenig Silberglanz auf. Erst mit einer Körperlänge ab etwa fünf Zentimetern beginnen die Männchen sich auszufärben; mit etwa acht Zentimetern sind sie voll ausgefärbt. Die Männchen sind hochrückiger als die Weibchen. Männchen werden bis zu 15 cm groß, Weibchen bleiben etwas kleiner.

## Vorkommen
Die Art kommt nur im etwa hundert Quadratkilometer großen Sentani-See , westlich von Jayapura in West-Papua, vor. Die Oberflächentemperaturen des Wassers liegen bei 29 bis 32 °C, die pH-Werte bei 6,2 bis 6,8. Die Regenbogenfische halten sich überwiegend im Uferbereich auf. Große Gruppen versammeln sich in der Nähe von Unterwasservegetation oder versunkenen Ästen.
In der Roten Liste der IUCN wird der Lachsrote Regenbogenfisch als „gefährdet“ eingestuft, da die menschliche Bevölkerung um den Sentani-See, dem natürlichen Verbreitungsgebiet der Art, stark zugenommen hat, was zunehmende Wasserverschmutzung bedeutet.

## Mensch und Lachsroter Regenbogenfisch
Der Lachsrote Regenbogenfisch besitzt eine begrenzte Bedeutung als Speisefisch auf den lokalen Märkten der Bevölkerung rund um den Sentani-See.
Anfang der 1970er Jahre haben die Aquarianer A. Werner und E. Frech lebende Exemplare dieser Art nach Deutschland gebracht und für die Aquaristik vermehrt. Heute wird der Lachsrote Regenbogenfisch weltweit kommerziell vermehrt, darunter befinden sich auch Tiere, die keine Silberschuppen mehr aufweisen sowie farblich gescheckte Züchtungen und Hybriden.
Aufgrund ihrer Größe und des zeitweise territorialen Verhaltens der Männchen sollte diese Art gruppenweise in größeren Aquarien gehalten werden.